# 藤原浩
藤原 浩（ふじわら ひろし、1960年6月23日 - ）は、日本の演歌歌手。本名は同じ。岡山県赤磐市（旧・赤磐郡吉井町）出身。 

## 人物・経歴
- 幼少期から恥ずかしがり屋で、人前で歌うことなどできなかった。
- 20歳のとき、家計を助けるために長距離トラックのドライバーになる。
- 23歳のとき、作曲家の遠藤実主催の「日本演歌道場認定会」に初めて出場し7段を授与され、遠藤からスカウトを受けるが、糖尿病の合併症から網膜剥離になり失明した母と高齢の祖母、幼い妹が居る一家の大黒柱としては決心がつかず、やむにやまれず断念。しかし、時が経ち母が入院、妹が嫁いで行き、家で一人の生活が続くと歌手への思いが大きくなり、夢を捨てきれなくなる。その頃、妹夫婦から「お母ちゃんの事は私たちが看るから」との言葉を受け、次第に“一度きりの人生…”と言う思いが強くなる。
- 歌手への夢を叶えるべく、遠藤が岡山近郊に来るたびに楽屋へ押しかけ、土下座をして弟子入りを志願するが「今さら来ても遅い！最初に声をかけた若いころなら良かったが…」と断られる。しかし一年間門を叩きつづけ、当時遠藤の秘書でもあった作詞家いではくの助けもあり、条件付きで弟子入りを許可される。
- 弟子入り後の一年間は、栃木県那須山中の岩清水工場で一人で修行、その後上京し、遠藤の付き人兼運転手として修業を重ねた。一節太郎・千昌夫に続き、男性歌手としては3人目、最後の内弟子となる。
- 修業時代、歌はもちろん、人としての心を厳しく指導される。時には遠藤から「明日からもう来なくて良い!!」と叱られる事もあったが、そんな時は遠藤の妻である節子夫人が慰めてくれた。しかし1993年5月21日に節子夫人が他界。遠藤も深く悲しみ、藤原も「自分のデビューはもう無いかも知れない…」と思う日々が続く。
- 3年間の内弟子を経て、ソニーレコードからデビューの夢を実現した。奇しくもデビュー日（1994年5月21日）は節子夫人の一周忌の命日であった。藤原は「ママさんが導いてくれたんだ…」との思いから、お墓参りが習慣になった。
- 2002年1月、キングレコードに移籍。
- 2004年4月、10年間所属した三船音楽事務所から独立し、フジミ・プロを設立する。同年9月、病床から見守っていた母が他界。
- 2007年1月1日発売の「ふたりの始発駅」が“団塊の世代に送る応援歌”として話題を呼ぶ。
- 2008年5月21日、デビュー15周年記念曲「倖せありがとう」を発売。発売の前日には、節子夫人の眠る東京都西東京市の総持寺にて、作曲の遠藤実・作詩の水木れいじとともにヒット祈願と新曲披露を行う。同年10月6日、「藤原浩デビュー15周年記念リサイタル～ありがとうの気持ちを込めて～」を開催。恩師である遠藤が駆けつけ「泣きたいことがあったら、いつでも俺のところに来い！」と激励される。しかし、そのちょうど２か月後の12月6日に遠藤が他界。恩師と生前最後に会えたのが、このステージの上となってしまった。
- 2009年6月10日、未発表曲「もう忘れました」を収録した遠藤実作品集アルバム「真情～遠藤実トリビュート」を発売し話題を呼ぶ。
- 西東京市の総持寺にあった恩師と夫人の墓参りをし、日々の報告をするのが日課となっていた。二人の墓が遠藤の故郷である新潟に移転してからも、お寺にお参りし掃除をするのが日課となって続いている。
- 総持寺境内にて開催される盆踊りのお祭りでは、「藤原浩歌の夕べ」と題するコーナーがあり、毎年歌謡ショーを開催している。

## ディスコグラフィ

### シングル
| #  | 発売日          | 曲順 | タイトル                     | 作詞           | 作曲       | 編曲       | レーベル        | 規格品番   |
| -- | --------------- | ---- | ---------------------------- | -------------- | ---------- | ---------- | --------------- | ---------- |
| 1  | 1994年 5月21日  | 01   | 真情                         | 稲葉爽秋       | 遠藤実     | 馬場良     | Sony Records    | SRDL-3834  |
| 1  | 1994年 5月21日  | 02   | 函館旅情                     | いではく       | 遠藤実     | 馬場良     | Sony Records    | SRDL-3834  |
| 2  | 1996年 1月21日  | 01   | 俺にまかせなよ               | いではく       | 遠藤実     | 前田俊明   | Sony Records    | SRDL-4141  |
| 2  | 1996年 1月21日  | 02   | 恋がたみ                     | 白鳥園枝       | 遠藤実     | 前田俊明   | Sony Records    | SRDL-4141  |
| 3  | 1997年 7月21日  | 01   | 恋しぐれ                     | 川内康範       | 遠藤実     | 馬場良     | Sony Records    | SRDL-4393  |
| 3  | 1997年 7月21日  | 02   | 痛みわけ                     | 川内康範       | 遠藤実     | 馬場良     | Sony Records    | SRDL-4393  |
| 4  | 1999年 4月21日  | 01   | 未練のグラス                 | 池田充男       | 水森英夫   | 伊戸のりお | Sony Records    | SRDL-4623  |
| 4  | 1999年 4月21日  | 02   | 城崎の夜                     | 池田充男       | 水森英夫   | 伊戸のりお | Sony Records    | SRDL-4623  |
| 5  | 2000年 2月19日  | 01   | 純子の涙                     | かず翼         | 水森英夫   | 伊戸のりお | Sony Records    | SRDL-4683  |
| 5  | 2000年 2月19日  | 02   | 鍵をかえして                 | 池田充男       | 水森英夫   | 伊戸のりお | Sony Records    | SRDL-4683  |
| 6  | 2002年 1月10日  | 01   | 命のひと                     | 松井由利夫     | 水森英夫   | 前田俊明   | キング レコード | KIDX-646   |
| 6  | 2002年 1月10日  | 02   | たださりげなく               | 松井由利夫     | 水森英夫   | 前田俊明   | キング レコード | KIDX-646   |
| 7  | 2002年 11月22日 | 01   | 落日                         | 吉岡治         | 弦哲也     | 伊戸のりお | キング レコード | KIDX-714   |
| 7  | 2002年 11月22日 | 02   | 流れて日本海                 | つつみりゅうじ | 弦哲也     | 伊戸のりお | キング レコード | KIDX-714   |
| 8  | 2003年 9月26日  | 01   | しあわせ迷子                 | かず翼         | 遠藤実     | 前田俊明   | キング レコード | KICM-759   |
| 8  | 2003年 9月26日  | 02   | 花ひとつ                     | 木未野奈       | 遠藤実     | 前田俊明   | キング レコード | KICM-759   |
| 9  | 2004年 9月23日  | 01   | 優子                         | いではく       | 遠藤実     | 伊戸のりお | キング レコード | KICM-847   |
| 9  | 2004年 9月23日  | 02   | 出直そう                     | いではく       | 遠藤実     | 伊戸のりお | キング レコード | KICM-847   |
| 10 | 2006年 1月12日  | 01   | つゆ草の女                   | かず翼         | 遠藤実     | 伊戸のりお | キング レコード | KICM-926   |
| 10 | 2006年 1月12日  | 02   | アカシヤ物語                 | 水木れいじ     | 遠藤実     | 伊戸のりお | キング レコード | KICM-926   |
| 11 | 2007年 1月1日   | 01   | ふたりの始発駅               | 田中しゅうじ   | 徳久広司   | 南郷達也   | キング レコード | KICM-30053 |
| 11 | 2007年 1月1日   | 02   | そして旅立ち                 | 一葉杳子       | 徳久広司   | 南郷達也   | キング レコード | KICM-30053 |
| 12 | 2007年 9月26日  | 01   | あなたが終着駅               | 久仁京介       | 徳久広司   | 南郷達也   | キング レコード | KICM-30095 |
| 12 | 2007年 9月26日  | 02   | 一緒に暮らそう               | 坂口照幸       | 徳久広司   | 南郷達也   | キング レコード | KICM-30095 |
| 13 | 2008年 5月21日  | 01   | 倖せありがとう               | 水木れいじ     | 遠藤実     | 前田俊明   | キング レコード | KICM-30142 |
| 13 | 2008年 5月21日  | 02   | まわり道した二人だけれど     | 水木れいじ     | 遠藤実     | 前田俊明   | キング レコード | KICM-30142 |
| 14 | 2009年 1月21日  | 01   | 冬ざんげ                     | 坂口照幸       | 大谷明裕   | 伊戸のりお | キング レコード | KICM-30193 |
| 14 | 2009年 1月21日  | 02   | 俺の華                       | 建石一         | 杉本眞人   | 伊戸のりお | キング レコード | KICM-30193 |
| 15 | 2010年 1月6日   | 01   | リラの花咲く港町             | 水木れいじ     | 水森英夫   | 伊戸のりお | キング レコード | KICM-30249 |
| 15 | 2010年 1月6日   | 02   | 雨音のバラード               | 円香乃         | 水森英夫   | 伊戸のりお | キング レコード | KICM-30249 |
| 16 | 2010年 10月6日  | 01   | 北国の赤い花                 | 水木れいじ     | 水森英夫   | 前田俊明   | キング レコード | KICM-30306 |
| 16 | 2010年 10月6日  | 02   | 早稲田松竹                   | 円香乃         | 大谷明裕   | 伊戸のりお | キング レコード | KICM-30306 |
| 17 | 2011年 6月22日  | 01   | 灯                           | 水木れいじ     | 水森英夫   | 前田俊明   | キング レコード | KICM-30366 |
| 17 | 2011年 6月22日  | 02   | 一杯の酒                     | 円香乃         | 水森英夫   | 前田俊明   | キング レコード | KICM-30366 |
| 18 | 2012年 5月23日  | 01   | 迷い月                       | 田久保真見     | 四方章人   | 石倉重信   | キング レコード | KICM-30431 |
| 18 | 2012年 5月23日  | 02   | やっと出逢えたふたり         | 田久保真見     | 四方章人   | 石倉重信   | キング レコード | KICM-30431 |
| 19 | 2013年 1月23日  | 01   | 命かさねて                   | 水木れいじ     | 岡千秋     | 南郷達也   | キング レコード | KICM-30487 |
| 19 | 2013年 1月23日  | 02   | 歳月                         | 水木れいじ     | 岡千秋     | 南郷達也   | キング レコード | KICM-30487 |
| 20 | 2013年 9月25日  | 01   | こぼれ酒                     | いではく       | 叶弦大     | 南郷達也   | キング レコード | KICM-30542 |
| 20 | 2013年 9月25日  | 02   | ふるさとへ                   | いではく       | 叶弦大     | 南郷達也   | キング レコード | KICM-30542 |
| 21 | 2014年 5月21日  | 01   | みちづれの花                 | 仁井谷俊也     | 徳久広司   | 前田俊明   | キング レコード | KICM-30592 |
| 21 | 2014年 5月21日  | 02   | とりあえずビール             | 仁井谷俊也     | 徳久広司   | 前田俊明   | キング レコード | KICM-30592 |
| 22 | 2015年 3月25日  | 01   | 骨まで凍える女です           | 仁井谷俊也     | 樋口義高   | 前田俊明   | キング レコード | KICM-30643 |
| 22 | 2015年 3月25日  | 02   | 星空のパラダイス             | 仁井谷俊也     | 樋口義高   | 前田俊明   | キング レコード | KICM-30643 |
| 23 | 2015年 11月25日 | 01   | 越前つばき                   | 仁井谷俊也     | 徳久広司   | 南郷達也   | キング レコード | KICM-30689 |
| 23 | 2015年 11月25日 | 02   | 北の酒場町                   | 仁井谷俊也     | 徳久広司   | 南郷達也   | キング レコード | KICM-30689 |
| 24 | 2016年 8月17日  | 01   | 雪舞いの宿                   | 仁井谷俊也     | 徳久広司   | 南郷達也   | キング レコード | KICM-30740 |
| 24 | 2016年 8月17日  | 02   | 裏町ひとり酒                 | 仁井谷俊也     | 徳久広司   | 南郷達也   | キング レコード | KICM-30740 |
| 25 | 2017年 4月26日  | 01   | 二十歳の祝い酒               | 仁井谷俊也     | 徳久広司   | 前田俊明   | キング レコード | KICM-30793 |
| 25 | 2017年 4月26日  | 02   | 希望の星です「ツル亀らじお」 | 出島ひろし     | 徳久広司   | 前田俊明   | キング レコード | KICM-30793 |
| 26 | 2018年 1月10日  | 01   | 雪明かり                     | 久仁京介       | 徳久広司   | 前田俊明   | キング レコード | KICM-30831 |
| 26 | 2018年 1月10日  | 02   | 夜明けの子守唄               | 久仁京介       | 徳久広司   | 前田俊明   | キング レコード | KICM-30831 |
| 27 | 2018年 9月5日   | 01   | あの日のひまわり             | 田久保真見     | 徳久広司   | 馬飼野俊一 | キング レコード | KICM-30879 |
| 27 | 2018年 9月5日   | 02   | 北の三丁目                   | 田久保真見     | 徳久広司   | 馬飼野俊一 | キング レコード | KICM-30879 |
| 28 | 2019年 2月27日  | 01   | 北のさすらい                 | 円香乃         | 徳久広司   | 伊戸のりお | キング レコード | KICM-30908 |
| 28 | 2019年 2月27日  | 02   | 命の限り                     | 円香乃         | 徳久広司   | 伊戸のりお | キング レコード | KICM-30908 |
| 29 | 2019年 10月23日 | 01   | 北の駅舎                     | 円香乃         | 徳久広司   | 伊戸のりお | キング レコード | KICM-30950 |
| 29 | 2019年 10月23日 | 02   | 心友よ…                      | 円香乃         | 徳久広司   | 伊戸のりお | キング レコード | KICM-30950 |
| 30 | 2020年 5月27日  | 01   | 北のみれん酒                 | 円香乃         | 徳久広司   | 伊戸のりお | キング レコード | KICM-30980 |
| 30 | 2020年 5月27日  | 02   | 星空のブルース               | 円香乃         | 徳久広司   | 伊戸のりお | キング レコード | KICM-30980 |
| 31 | 2021年 2月10日  | 01   | 長崎しのび酒                 | 円香乃         | 徳久広司   | 伊戸のりお | キング レコード | KICM-31001 |
| 31 | 2021年 2月10日  | 02   | 冬子は幸せ見つけます         | 円香乃         | 徳久広司   | 伊戸のりお | キング レコード | KICM-31001 |
| 32 | 2021年 12月8日  | 01   | 命の限り (ニューバージョン)  | 円香乃         | 徳久広司   | 伊戸のりお | キング レコード | KICM-31042 |
| 32 | 2021年 12月8日  | 02   | 学生時代を聴きながら         | 円香乃         | 徳久広司   | 伊戸のりお | キング レコード | KICM-31042 |
| 33 | 2022年 10月5日  | 01   | 倉敷川哀歌                   | 円香乃         | くにひろし | 前田俊明   | キング レコード | KICM-31078 |
| 33 | 2022年 10月5日  | 02   | 伊豆の春                     | 円香乃         | くにひろし | 伊戸のりお | キング レコード | KICM-31078 |
| 33 | 2022年 10月5日  | 03   | 君こそわが命                 | 川内康範       | 猪俣公章   | 坂下滉     | キング レコード | KICM-31078 |
| 34 | 2023年 9月6日   | 01   | 男、涙の酒                   | 竹之内日海     | 岡千秋     | 南郷達也   | キング レコード | KICM-31109 |
| 34 | 2023年 9月6日   | 02   | からすなぜ鳴く…              | 竹之内日海     | 岡千秋     | 南郷達也   | キング レコード | KICM-31109 |
| 35 | 2024年 9月4日   | 01   | しあわせ酒場                 | いではく       | 徳久広司   | 南郷達也   | キング レコード | KICM-31148 |
| 35 | 2024年 9月4日   | 02   | 十勝のふたり                 | いではく       | 徳久広司   | 南郷達也   | キング レコード | KICM-31148 |

### アルバム

#### ベスト・アルバム
| 発売日         | タイトル                           | レーベル       | 規格品番      |
| -------------- | ---------------------------------- | -------------- | ------------- |
| 1999年11月3日  | 最新ヒット全曲集                   | Sony Records   | SRCL-4683     |
| 2002年5月22日  | ベストアルバム「命のひと」         | キングレコード | KICX-585      |
| 2005年2月23日  | ベストアルバム「優子」             | キングレコード | KICX-656      |
| 2006年10月4日  | 全曲集                             | キングレコード | KICX-3426     |
| 2007年3月7日   | マイ・セレクション〜ふたりの始発駅 | キングレコード | KICX-693      |
| 2007年10月10日 | 全曲集2007                         | キングレコード | KICX-3526     |
| 2008年10月8日  | 全曲集2009                         | キングレコード | KICX-3643     |
| 2009年10月7日  | 全曲集2010                         | キングレコード | KICX-3742     |
| 2010年4月7日   | ベストセレクション2010             | キングレコード | KICX-3849〜50 |
| 2010年10月6日  | 全曲集2011                         | キングレコード | KICX-3883     |
| 2011年4月20日  | ベストセレクション2011             | キングレコード | KICX-3969〜70 |
| 2011年10月5日  | 全曲集2012                         | キングレコード | KICX-4003     |
| 2012年4月11日  | ベストセレクション2012             | キングレコード | KICX-4109〜10 |
| 2012年9月5日   | 全曲集2013                         | キングレコード | KICX-4130     |
| 2013年4月10日  | ベストセレクション2013             | キングレコード | KICX-4197〜98 |
| 2013年9月4日   | 全曲集2014                         | キングレコード | KICX-4221     |
| 2014年4月9日   | ベストセレクション2014             | キングレコード | KICX-4331〜32 |
| 2014年9月10日  | 全曲集2015                         | キングレコード | KICX-4355     |
| 2014年11月5日  | 歌カラ全曲集ベスト8                | キングレコード | KICX-4408     |
| 2015年4月8日   | ベストセレクション2015             | キングレコード | KICX-4461〜62 |
| 2015年9月9日   | 全曲集2016                         | キングレコード | KICX-4515     |
| 2016年4月6日   | ベストセレクション2016             | キングレコード | KICX-4629〜30 |
| 2016年9月7日   | 全曲集2017                         | キングレコード | KICX-4656     |
| 2017年4月5日   | ベストセレクション2017             | キングレコード | KICX-4734〜35 |
| 2017年9月6日   | 全曲集2018                         | キングレコード | KICX-4779     |
| 2018年4月4日   | ベストセレクション2018             | キングレコード | KICX-4897〜98 |
| 2018年9月5日   | 全曲集2019                         | キングレコード | KICX-4958     |
| 2019年4月10日  | ベストセレクション2019             | キングレコード | KICX-5036〜37 |
| 2019年9月4日   | 全曲集2020                         | キングレコード | KICX-5080     |
| 2020年4月8日   | ベストセレクション2020             | キングレコード | KICX-5202〜03 |
| 2020年9月9日   | 全曲集2021                         | キングレコード | KICX-5227     |
| 2021年4月7日   | ベストセレクション2021             | キングレコード | KICX-5328〜29 |
| 2021年9月8日   | 全曲集2022                         | キングレコード | KICX-5380     |
| 2022年4月6日   | ベストセレクション2022             | キングレコード | KICX-5525〜26 |
| 2022年9月7日   | 全曲集〜命の限り〜                 | キングレコード | KICX-5549     |
| 2023年4月5日   | ベストセレクション〜倉敷川哀歌〜   | キングレコード | KICX-5626〜27 |
| 2025年1月1日   | 全曲集〜しあわせ酒場〜             | キングレコード | KICX-5698     |

#### カバー・アルバム
| 発売日        | タイトル                   | レーベル       | 規格品番            |
| ------------- | -------------------------- | -------------- | ------------------- |
| 2009年6月10日 | 真情〜遠藤実トリビュート〜 | キングレコード | KICX-735            |
| 2021年8月4日  | 真情〜遠藤実トリビュート〜 | キングレコード | KICX-5354【復刻盤】 |

### 映像作品

#### ミュージック・ビデオ
| 発売日        | タイトル                      | レーベル       | 規格 | 規格品番  |
| ------------- | ----------------------------- | -------------- | ---- | --------- |
| 2013年8月7日  | DVDカラオケ全曲集ベスト8      | キングレコード | DVD  | KIBK-6032 |
| 2016年8月10日 | DVDカラオケ全曲集ベスト8 2016 | キングレコード | DVD  | KIBK-6076 |

### タイアップ曲
| 年     | 楽曲                         | タイアップ                            |
| ------ | ---------------------------- | ------------------------------------- |
| 2017年 | 希望の星です「ツル亀らじお」 | NBCラジオ「ツル亀らじお」テーマソング |

## 受賞歴
- 春日八郎奨励
- 第13回メガロポリス歌謡祭 新人賞
- 第27回新宿音楽祭 銀賞
- 松尾芸能大賞 歌謡芸能新人賞
- NAK日本アマチュア歌謡連盟 日本流行歌新人賞
- NHK新人歌謡コンテスト 優秀賞
- 日本歌手協会 奨励賞

## コンサート・イベント
- 1999年5月21日：デビュー5周年記念コンサート（吉祥寺・前進座）
- 2001年7月6日：Hiroshi Fujiwara First Live（新宿・シアターアプル）
- 2002年9月3日：藤原浩コンサート～命のひと（新宿・シアターアプル）
- 2003年11月14日：デビュー10周年記念コンサート～感謝を込めて（新宿・朝日生命ホール）
- 2004年10月29日：「優子」発売記念コンサート～新たな夢に向かって（有楽町朝日ホール）
- 2006年6月19日：藤原浩ライブ2006（杉並公会堂）
- 2007年4月10日：「ふたりの始発駅」ヒット御礼懇親会（上野・フーズフーズ）
- 2007年6月23日：「ふたりの始発駅」カラオケ決勝大会&藤原浩バースディ・ミニライブ（大阪・朝日生命ホール）
- 2008年10月6日：藤原浩デビュー15周年記念リサイタル～ありがとうの気持ちを込めて～（杉並公会堂）
- 2009年6月23日 - 7月4日：藤原浩 mini LIVE 2009（大阪・アムホール／名古屋・club SARU／福岡・ROOMS／東京・アムラックスホール）
- 2010年5月15日 - 29日：「リラの花咲く港町／雨音のバラード」カラオケ大会＆藤原浩ライブ（札幌・サンピアザ劇場／大阪・アムホール／東京・アムラックスホール）
- 2013年5月21日：デビュー20周年記念ディナーショー（岡山・グランヴィア岡山）
- 2013年9月30日：藤原浩デビュー20周年記念リサイタル～20年を紡ぐ歌ものがたり～（杉並公会堂）
- 2018年11月26日：藤原浩デビュー25周年記念リサイタル～感謝の心を込めて～（杉並公会堂）